# Daniel Bonello
Pour les articles homonymes, voir Bonello.
Daniel Bonello, né le 11 novembre 1986 à Bowral, est un coureur cycliste australien et maltais.

## Biographie
Daniel Bonello est originaire de Bowral, une ville située dans la banlieue de Wollongong. Australien de naissance, il possède aussi la nationalité maltaise par son père, qui descend d'une famille d'immigrés installés à Sydney après la Seconde Guerre mondiale. Sa compagne Brodie Chapman pratique elle aussi ce sport en compétition,.
En 2013, il prend la deuxième place du Tour de Malte. Deux ans plus tard, il se classe cinquième d'une étape du Tour de Singkarak. Il rejoint ensuite l'équipe continentale St George Merida en 2016. Bon routier-sprinteur, il termine quatrième de la première étape du Tour de Quanzhou Bay en 2017. 
Depuis 2020, il roule sous licence maltaise. Il intègre aussi l'effectif du club espagnol Ciclos Oleka en 2021. Durant cette saison, il se classe deuxième de l'étape inaugurale du Tour d'Alicante. En 2022, il devient le premier cycliste de nationalité maltaise à remporter le Tour de Malte. Il représente également ce pays aux Jeux méditerranéens et aux championnats du monde,.

## Palmarès
- 2013
  - 2e du Tour de Malte
- 2021
  - 2e du Gran Premi de Lleida
- 2022
  - Tour de Malte :
    - Classement général
    - 1re étape (contre-la-montre)

  - Gran Premi Ripoll
  - 2e du championnat de Sabadell
  - 3e du Mémorial Román Sáez